# Bagoopsis
Bagoopsis är ett släkte av skalbaggar. Bagoopsis ingår i familjen Erirhinidae.
Kladogram enligt Catalogue of Life:
| Bagoopsis | \| \| Bagoopsis pugnax \| \| \| \| \| \| Bagoopsis volgensis \| \| \| \| |
|           | \| \| Bagoopsis pugnax \| \| \| \| \| \| Bagoopsis volgensis \| \| \| \| |
|           | Bagoopsis pugnax                                                         |
|           |                                                                          |
|           | Bagoopsis volgensis                                                      |
|           |                                                                          |